# Желанновский краеведческий музей
Жела́нновский краеве́дческий музе́й — учреждение культуры, расположенное в селе Завидном Шацкого района Рязанской области.

## Информация о музее

### История и описание
Музейная деятельность началась с организации в октябре 1958 года в Желанновской семилетней школе небольшого краеведческого уголка, в создание которого вложено много труда, энтузиазма и изобретательности местных учителей-краеведов во главе с директором школы Николаем Илларионовичем Паниным. В небольшой, менее 30 м² комнате разместились предметы старины, картины, документы. В 1961 году школьный музей преобразован в народный общественный.
Постоянно увеличивавшаяся коллекция уже не умещалась в отведённых для этого скромных школьных площадях, и в 1964 году было принято решение о постройке нового здания под сельский музей. Масштабы реализованного методом народной стройки замысла по тогдашним местным меркам были грандиозными: для краеведческого музея построено здание с суммарной площадью помещений более 600 м². На это событие откликнулась и общесоюзная пресса:

Такого здания, строительство которого только что закончилось в селе Желанном Шацкого района, до сих пор ещё не было в деревнях Рязанщины. Оно первое и пока единственное и по своим размерам, и по назначению. Здание это — музей. В одних его залах посетители смогут увидеть каменные топоры доисторического периода, орудия сельского труда и предметы быта дореволюционной деревни, другие будут заняты экспонатами, рассказывающими о природных богатствах и геологии здешних мест. В художественном отделе разместятся народные вышивки и резьба по дереву, живопись известного русского художника Саврасова, гравюры Пожалостина и ещё триста подлинных работ художников 19-го века и наших современников.
Помещение для музея возведено методом народной стройки. Это как бы символ того уважения и поддержки, которые население района оказывает разнообразной и интересной работе краеведов — общественников Желанновского народного музея.
Около 15 тысяч предметов составляют его коллекцию. Основанный восемь лет назад энтузиастами — учителями местной школы Н. И. Паниным, Н. Т. Кошелевым, В. И. Паниным и другими, музей превратился сегодня в крупное культурно-просветительное учреждение на селе.
Коллекция музея постоянно пополняется и обновляется за счёт результатов научной работы, которую ведут желанновские учителя, привлекая к ней молодёжь многих сёл района.
К пятидесятилетнему юбилею Советского государства в новых залах музея развернётся тематическая выставка, посвящённая славной годовщине.
— Михайлов Л. Музей в селе Желанном
В июле 1968 года музей обрёл статус государственного и стал филиалом Рязанского историко-архитектурного музея-заповедника. Торжественное открытие музея состоялось 15 октября 1969 года. С 1996 года — самостоятельный районный краеведческий музей.
В 2008 году рязанскими художниками А. П. Абрамовым и В. В. Тяжкиным выполнено глубокое обновление экспозиций, в ходе которого дух, самобытность и неповторимый сельский колорит музея были сохранены.
Во второй половине 2022 года проведён ремонт здания музея и обновлено оборудование.
В настоящее время музей — муниципальное бюджетное учреждение культуры, являющееся центром социо-культурной жизни села и района. Его ежегодно посещают более девяти тысяч человек из Рязанской области и других уголков России, стран ближнего и дальнего зарубежья.
Организаторы и руководители музея
Организаторы, зачинатели-вдохновители создания музея: братья Николай Илларионович и Виктор Илларионович Панины, Александра Фёдоровна Панина, Николай Терентьевич и Софья Ивановна Кошелевы. Директора музея:
- Панин Николай Илларионович (с 1958 по 2005 год) — один из основателей и первый директор музея, кандидат филологических наук, отличник народного просвещения РСФСР и заслуженный работник культуры РСФСР (1987), почётный гражданин Шацкого района (2009)[6][7]
- Антоновская Анна Васильевна (с 2005 года)

### Собрание музея
Фонд музея насчитывает более 16 тысяч единиц хранения. Это собрания предметов этнографии и быта, отражающие прошлое Шацкого края; коллекции нумизматики и археологии, документов и фотоматериалов. Музей располагает коллекцией картин, гравюр, рисунков известных отечественных художников XIX—XX веков, обладает богатой геологической коллекцией. Фонд научной библиотеки музея насчитывает более 19 тысяч книг.

### Экспозиции музея
Постоянно действующие экспозиционные отделы:
- Отдел природы — представлены образцы растительного и животного мира Центральной полосы России в виде отдельных экспонатов, биогрупп и диорам;
- Отдел истории — посвящён истории Шацкого края. В его экспозициях представлено прошлое края от ледникового периода до наших дней. Экспонируются кости вымерших во время великого оледенения животных, памятники неолита, эпохи бронзы, раннего железного века, средневековья, предметы и документы XIX—XX веков;
- Отдел искусства — представлена коллекция произведений известных художников XIX—XX веков, основное место в которой занимают работы рязанских художников И. П. Пожалостина, С. А. Пырсина, А. В. Сырова, С. Ф. Якушевского, К. К. Шелковенко, В. П. Корнюшина, В. Е. Куракина, А. М. Титова и других;
- Отдел геологии — экспонируются предметы геологической коллекции полезных ископаемых, минералов и горных пород, собранные в 1960—1970-е годы на территории Советского Союза, включая и Шацкий район.

### Деятельность музея
Деятельность музея охватывает весь комплекс направлений, включая следующие:
- Формирование, учёт, изучение, обеспечение физического сохранения и безопасности музейных предметов и коллекций;
- Комплектование музейных, архивных и библиотечных фондов;
- Научные исследования и экспедиции с целью выявления и сбора музейных предметов и коллекций;
- Экспозиционно-выставочная деятельность в музее и вне его;
- Культурно-просветительная, музейно-образовательная и воспитательная деятельность.

## Галерея

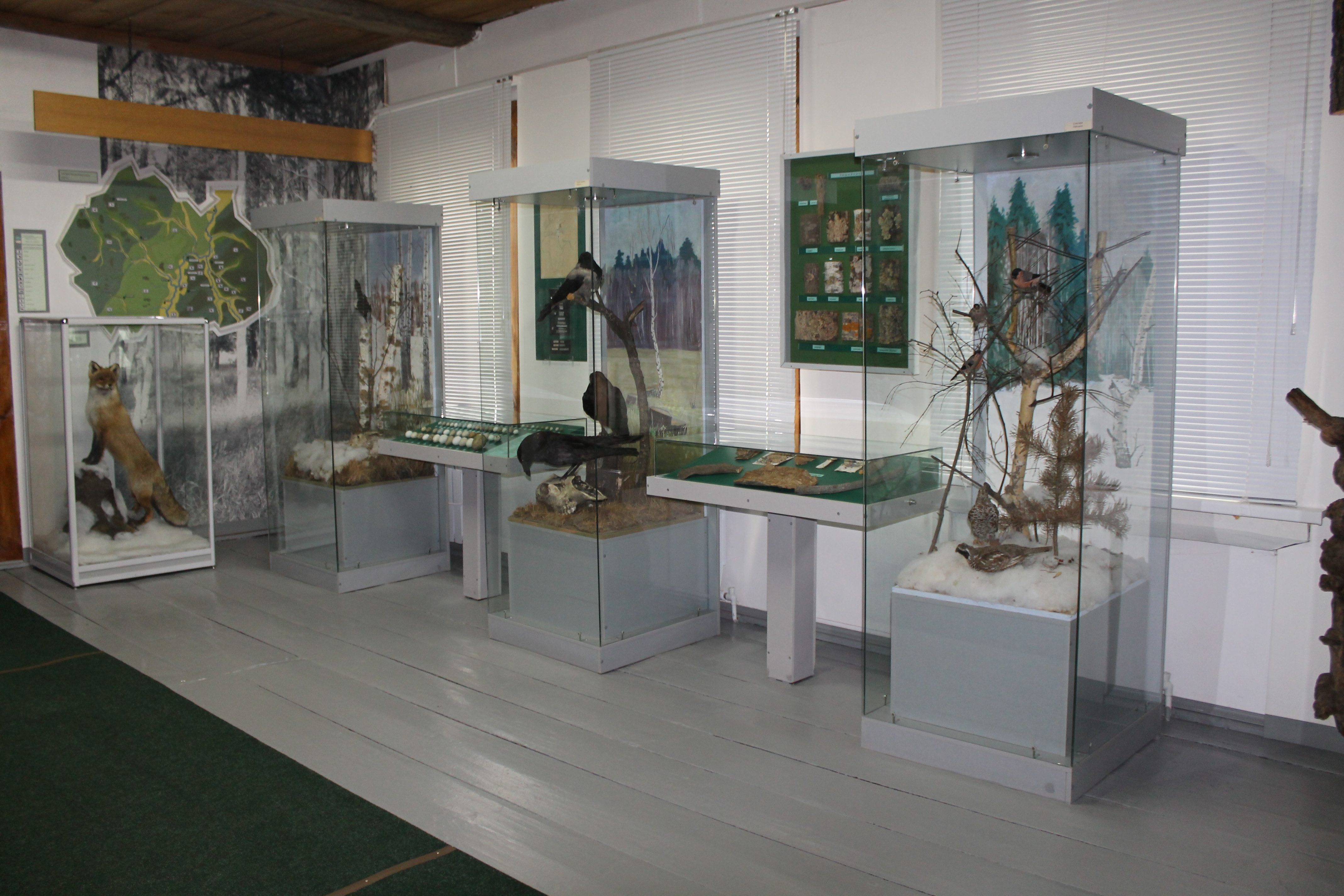
Отдел природы
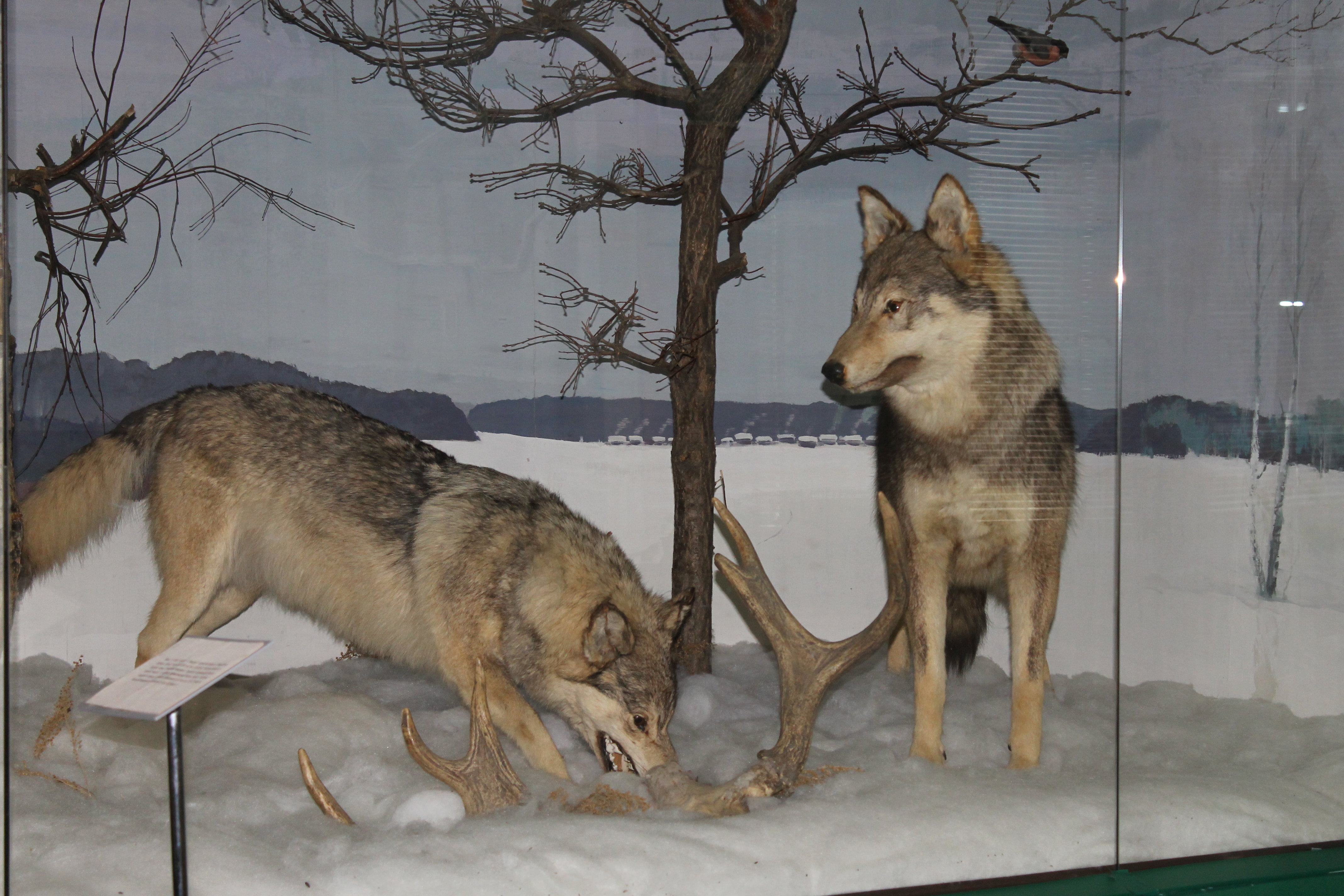
Диорама «Волки»
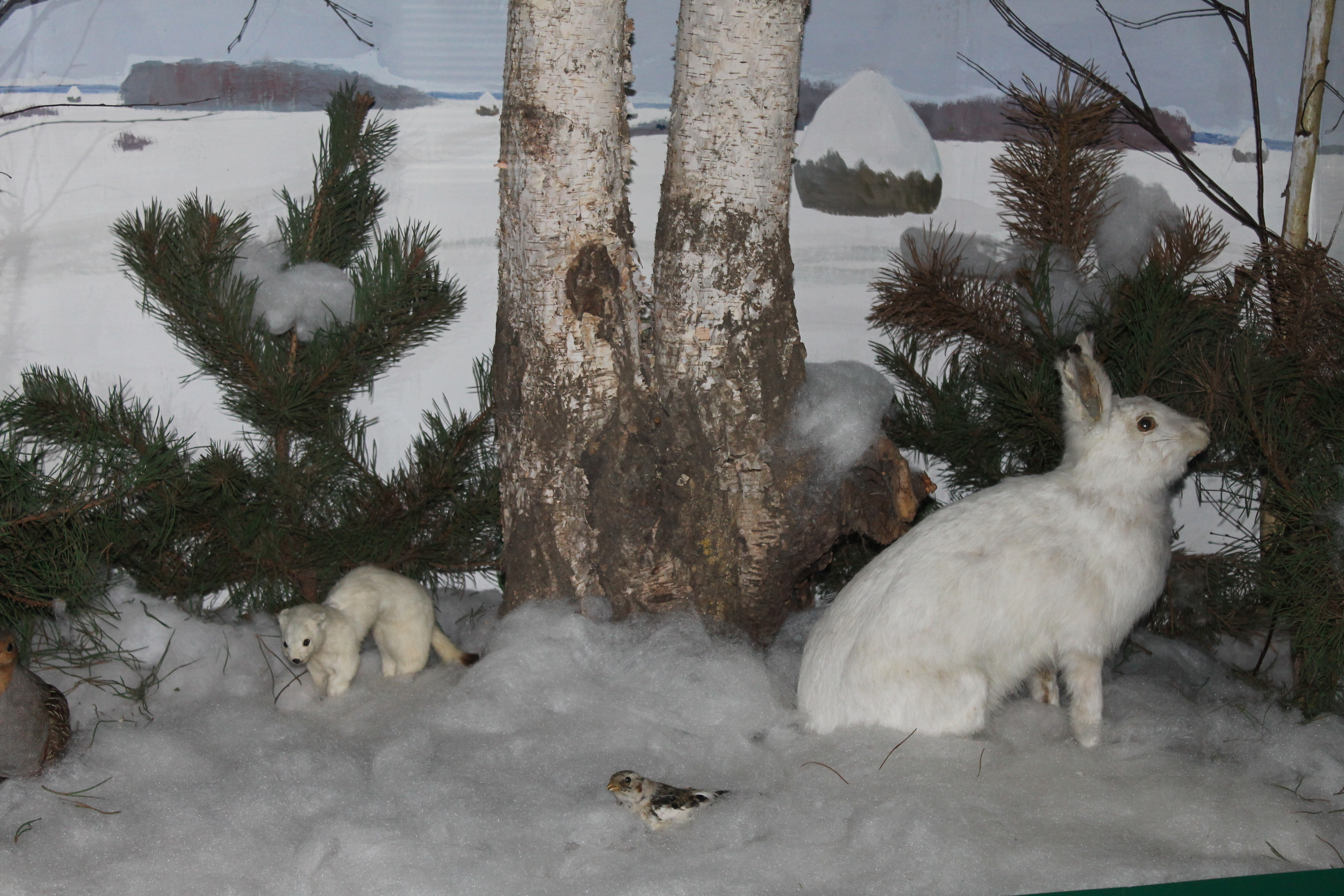
Диорама «Весна»
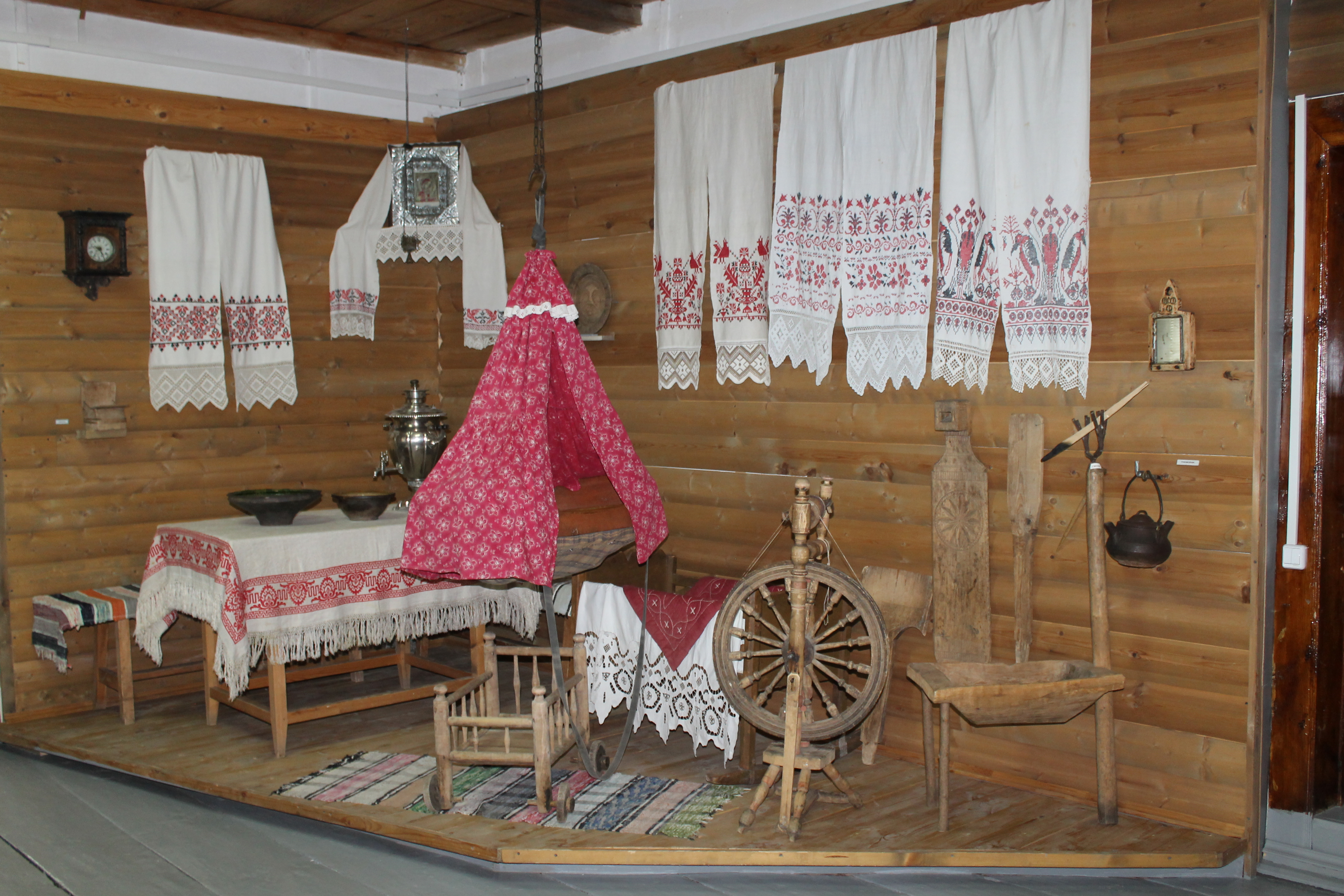
Отдел истории
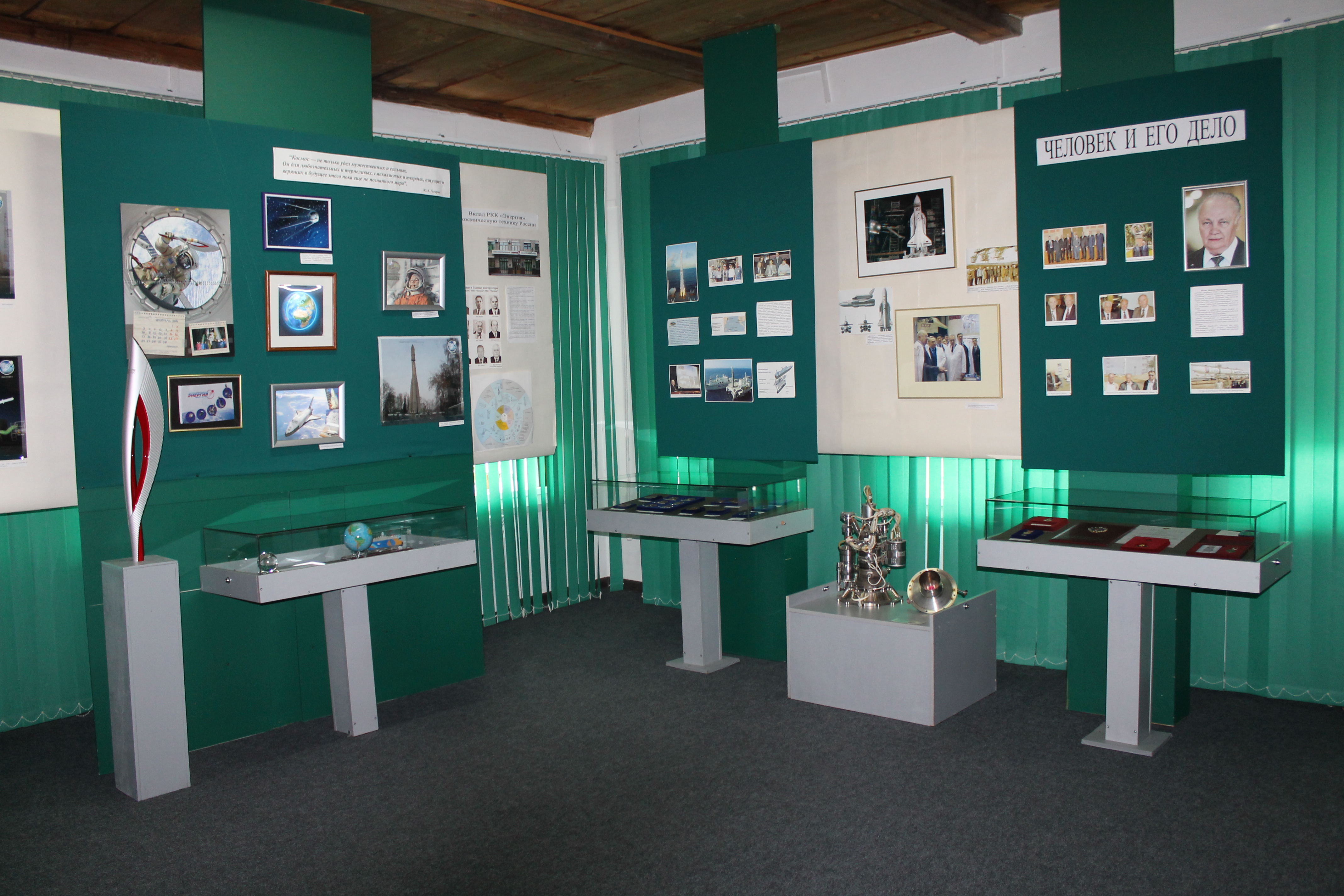
Зал космонавтики
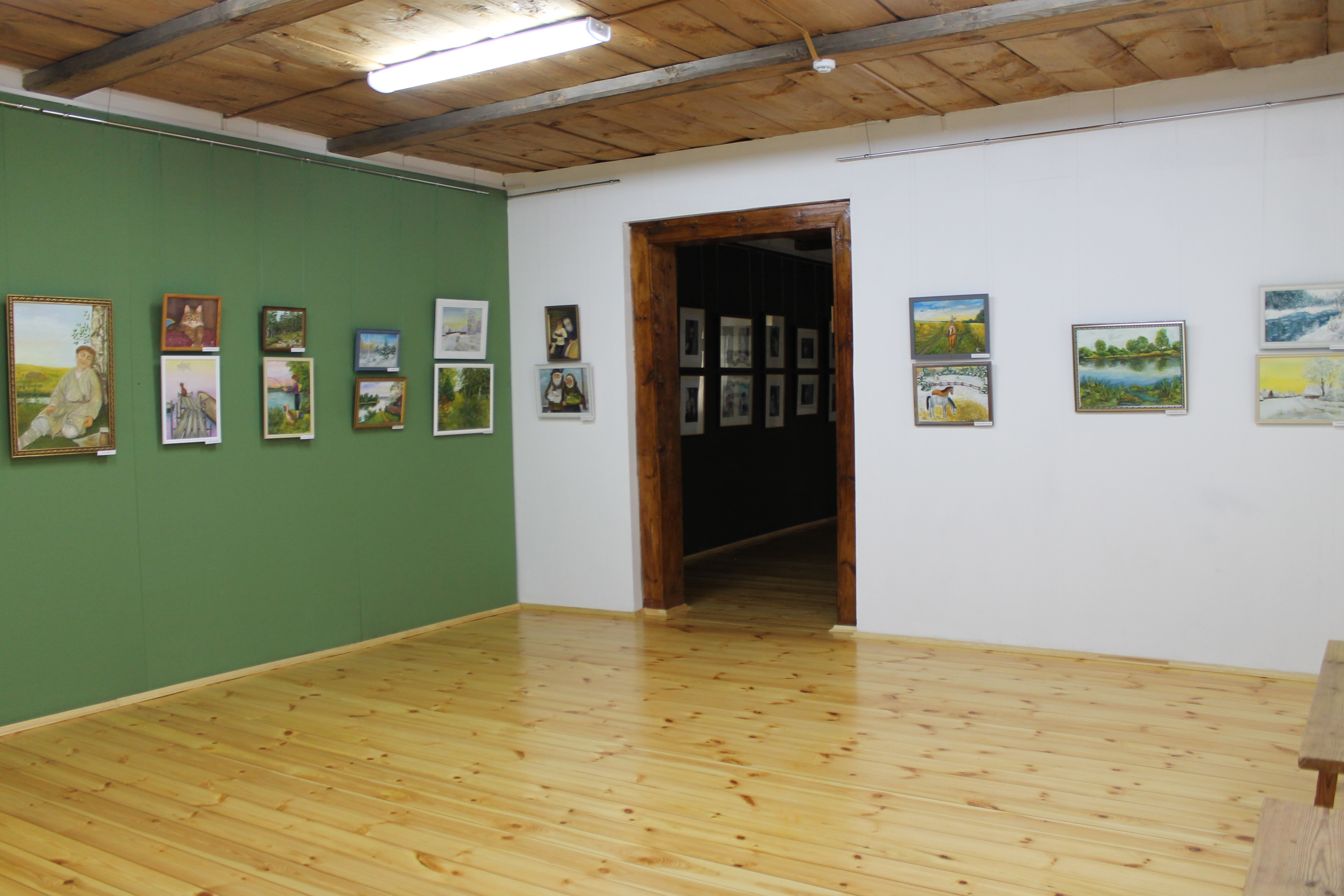
Выставочный зал